# Sarax omanensis
Espèce
Synonymes
- Charinus omanensis Delle Cave, Gardner & Weygoldt 2009

Sarax omanensis est une espèce d'amblypyges de la famille des Charinidae.

## Distribution
Cette espèce est endémique d'Oman. Elle se rencontre dans le Djebel Akhdar dans la grotte Al Fallah du système Al Hota.

## Description
La femelle holotype mesure 6,7 mm et le mâle paratype 7,3 mm.
Cette espèce troglobie possède des yeux réduits.

## Systématique et taxinomie
Cette espèce a été décrite sous le protonyme Charinus omanensis par Delle Cave, Gardner et Weygoldt en 2009. Elle est placée dans le genre Sarax par Miranda, Giupponi, Prendini et Scharff en 2021.

## Étymologie
Son nom d'espèce, composé de oman et du suffixe latin -ensis, « qui vit dans, qui habite », lui a été donné en référence au lieu de sa découverte, Oman.

## Publication originale
- Delle Cave, Gardner & Weygoldt 2009 : « A new troglomorphic whip spider of the genus Charinus from the Sultanate of Oman (Amblypygi: Charinidae). » Fauna of Arabia, vol. 24, p. 129-134.